# 国会同意人事職務継続法案
国会同意人事職務継続法案（こっかいどういじんじしょくむけいぞくほうあん）とは日本の法案。正式名称は両議院の同意に係る国家公務員等の職務継続規定の整備に関する法律案。

## 概要
任期満了時における職務継続規定のない国会同意人事について、その任期満了時に後任の同意人事が得られない場合、後任者が任命されるまで前任者が引き続きその職務を行うものとする旨の規定を設けることを目的としている。
ねじれ国会のために2008年3月に日本銀行総裁人事が参議院で同意されず、一時的に日本銀行総裁が空席になる問題が発生したことなどが契機となった。
2009年4月に与党議員によって議員立法で衆議院に提出されたが、7月に衆議院解散になったことで廃案となった。

## 当該法案に該当する国会同意人事
1. 公正取引委員会の委員長及び委員
2. 検査官
3. 人事官
4. 中央社会保険医療協議会委員
5. 電波監理審議会委員
6. 公安審査委員会の委員長及び委員
7. 社会保険審査会の委員長及び委員
8. 国家公安委員会委員
9. 土地鑑定委員会委員
10. 預金保険機構の役員
11. 公害等調整委員会の委員長及び委員
12. 国会等移転審議会委員
13. 衆議院議員選挙区画定審議会委員
14. 日本銀行の総裁、副総裁及び審議委員
15. 総合科学技術会議議員
16. 地方財政審議会委員
17. 宇宙開発委員会の委員長及び委員
18. 中央更生保護審査会の委員長及び委員